# アジア太平洋観光学会
アジア太平洋観光学会（アジアたいへようかんこうがっかい、英: Asia Pacific Tourism Association、APTA）とは、アジアと環太平洋の観光学研究者の学会である。本部は2008年まで香港、2009年からは大韓民国に置かれている。環太平洋地域を取巻く観光に関する研究が、発表（毎年約200論文）され、関係各国の観光行政を含め国際観光情報の交換の場である。アメリカ合衆国、カナダ、オーストラリア等対象地域外からも発表があり、アジアと欧米を繋ぐ学会でもある。